# Sunset Strip (canción)
"Sunset Strip" es una canción del músico y compositor británico Roger Waters. Es la quinta canción en el álbum de 1987, Radio K.A.O.S.. También se la eligió como segundo sencillo del disco, en septiembre de 1987.

## Trasfondo
Billy utiliza una silla de ruedas y se piensa que mentalmente es un vegetal. Sin embargo, Billy es muy inteligente y talentoso, y puede oír las ondas de radio en su cabeza. Comienza a explorar el teléfono inalámbrico y reconoce la similitud con una radio. Experimenta con un teléfono que su hermano Benny, ahora en la cárcel, se escondió en su silla de ruedas después de saquear y robar una tienda. y es capaz de acceder a los ordenadores y sintetizadores del habla, aprende a hablar a través de ellos. Él llama a una estación de radio en Los Ángeles, llamada "Radio KAOS" y les dice la historia de su vida. "Sunset Strip" se trata de la cuñada de Billy, Molly quien al no ser capaz de hacer frente al caso de Benny, decidió mandar a Billy a Los Ángeles para vivir con su tío Dave.

## Listado de temas
12 "

| 12" single |                            |          |  |
| N.º        | Título                     | Duración |  |
| 1.         | «Sunset Strip»             | 4:06     |  |
| 2.         | «Money (en vivo)»          | 6:28     |  |
| 3.         | «Get Back To Radio (Demo)» | 4:46     |  |

EE.UU., Europa y Australia 7 "

| US, Europe and Australian 7" single |                   |          |  |
| N.º                                 | Título            | Duración |  |
| 1.                                  | «Sunset Strip»    | 4:06     |  |
| 2.                                  | «Money (en vivo)» | 6:28     |  |

Sudáfrica 7 "

| South African 7" single |                                        |          |  |
| N.º                     | Título                                 | Duración |  |
| 1.                      | «Sunset Strip»                         | 4:06     |  |
| 2.                      | «The Tide Is Turning (After Live Aid)» | 5:43     |  |

## Posición en listas
| Lista (1987)                             | Posición más alta |
| ---------------------------------------- | ----------------- |
| EE. UU Mainstream Rock Songs (Billboard) | 15                |

## Personal
- Roger Waters – Voz, guitarra, bajo, shakuhachi, teclado.
- Graham Broad - Batería, percusión.
- Mel Collins - Saxofón
- Andy Fairweather Low - Guitarra eléctrica
- Suzanne Rhatigan - Coros principales
- Ian Ritchie - Piano, teclados, saxo tenor, Fairlight, programación de batería.
- John Phirkell - Trompeta
- Peter Thoms - Guitarra eléctrica